# Clifford Gray
Clifford Barton „Cliff” Gray (ur. 29 stycznia 1892 w Chicago, zm. 9 listopada 1969 w Spring Valley) – amerykański bobsleista, dwukrotny medalista igrzysk olimpijskich i brązowy medalista mistrzostw świata.

## Kariera
Pierwszy sukces osiągnął w 1928 roku, kiedy reprezentacja USA w składzie: Billy Fiske, Nion Tucker, Clifford Gray, Geoffrey Mason i Richard Parke zdobyła złoty medal w piątkach na igrzyskach olimpijskich w Sankt Moritz. Wspólnie z Fiske’em, Edwardem Eaganem i Jayem O’Brienem wynik ten powtórzył podczas rozgrywanych cztery lata później igrzysk olimpijskich w Lake Placid. Ponadto razem z Donaldem Foxem, Williamem Dupree i Jamesem Bickfordem wywalczył brązowy medal w tej samej konkurencji na mistrzostwach świata w Cortina d’Ampezzo w 1937 roku. Zmarł w listopadzie 1969 w wyniku powikłań związanych z chorobą Parkinsona.
Poza sportem Gray pisał piosenki oraz grał w filmach. Jego kariera skończyła się jednak, kiedy został aresztowany za posiadanie opium oraz pistoletu. Przez długi czas mylono go z innym Cliffordem Grayem (1887-1939), piosenkarzem i pisarzem pochodzenia brytyjskiego.